# Tekellatus
Tekellatus is een monotypisch geslacht van spinnen uit de familie van de Cyatholipidae.

## Soort
- Tekellatus lamingtoniensis Wunderlich, 1978